# 비세포성 생물

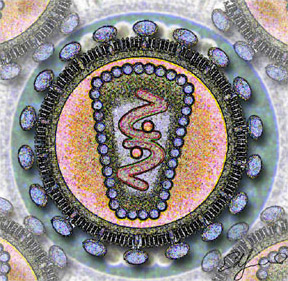

비세포성 생물(非細胞性生物, 영어: non-cellular life)이란 세포 구조를 가지고 있지 않은 생물, 즉 바이러스를 지칭하는 용어이며, 이것은 논쟁적인 주제이다.
원래 비세포성을 띠는 바이러스와 같은 것들은 무생물로 취급받았으나, 이러한 것들이 생물적 특징도 가지고 있다는 것을 근거로 하여 '비세포성 생물'이라는 분류가 추가됐다. 여기에는 바이러스와 바이로이드가 포함되는데, 바이러스는 DNA나 RNA로 이루어진 유전 물질과 단백질로 이루어진 감염체, (유전물질+단백질껍질) 바이로이드는 바이러스에게 전형적인 단백질 껍데기가 없이 RNA로 구성된, 고등 식물에 감염하는 식물 병원성이라고 한다. (그냥 RNA 덩어리)

## 같이 보기
- 탄소 쇼비니즘
- 대체생화학
- 플라스미드
- 프로토셀